# President d'Ucraïna

Estendard del president d'Ucraïna

El President d'Ucraïna  és el Cap d'Estat d'Ucraïna. Actualment és triat per la població per a un mandat de 5 anys. El primer ministre exerceix com a cap de govern, un paper que actualment ocupa Denys Xmihal, que va prendre possessió el març de 2020.

## Presidència moderna
La moderna presidència d'Ucraïna va ser establerta el 5 de juliol de 1991 per la Rada Suprema de la República Socialista Soviètica d'Ucraïna, que va formar l'oficina de "president de l'RSS d'Ucraïna" (en ucraïnès Президент Української РСР). Durant el període de transició fins a les eleccions presidencials, el president de la Rada Suprema (aleshores ocupada per Leonid Kravtxuk) va rebre l'autoritat presidencial. Amb la proclamació de la independència d'Ucraïna de la Unió Soviètica, el títol oficial de l'oficina es va canviar a "President d'Ucraïna" el 24 d'agost. A la Constitució actual, la presidència d'Ucraïna es defineix al capítol V, articles 102-112.
Les primeres eleccions de 1991 es van celebrar al mateix temps que els ucraïnesos van votar a favor de la Declaració d'Independència en el referèndum d'independència. Leonid Kravtxuk va ser elegit primer president d'Ucraïna l'1 de desembre de 1991amb més de 19,5 milions que volien que el veiés com el líder de l'estat. Aquesta xifra encara no s'ha superat. Els seus principals opositors van ser el líder del Moviment Popular d'Ucraïna Viacheslav Txornovil i l'autor de la Declaració d'Independència. El president Kravtxuk va romandre en el càrrec fins que va dimitir com a part d'un compromís polític. El 1994 es van celebrar eleccions anticipades, que va guanyar l'antic primer ministre ucraïnès Leonid Kutxma, i que va ser reelegit per a un segon mandat el 1999.
Les eleccions presidencials de 2004 van estar marcades per la polèmica amb denúncies de frau electoral en la realització de la segona volta entre el candidat de l'oposició Viktor Iúsxenko i el candidat recolzat pel govern i ex primer ministre Viktor Ianukóvitx. Després de protestes massives a tot el país, col·loquialment conegudes com la "Revolució Taronja", es van celebrar noves eleccions el 26 de desembre de 2004 en les quals Iúsxenko va ser declarat guanyador amb el 52% dels vots i, posteriorment, va jurar el càrrec el 23 de gener de 2005. Ianukóvitx va tornar a exercir com a primer ministre.
Les eleccions de 2010 van tenir lloc el 17 de gener, amb una segona volta el 7 de febrer a causa d'una sentència del Tribunal Constitucional del 13 de maig que va anul·lar la data del 25 d'octubre que el Parlament va convocar l'abril de 2009. Com a resultat d'aquestes eleccions, Viktor Ianukóvitx va ser elegit el quart president modern d'Ucraïna.
Després que Viktor Ianukóvitx fos destituït del poder a principis de 2014 com a resultat de la revolució ucraïnesa de 2014, el president del parlament Oleksandr Turtxínov va ser nomenat president en funcions per la Rada Suprema d'acord amb l'article 112 de la Constitució d'Ucraïna. Oleksandr, va exercir com a president en funcions des del 23 de febrer fins al 7 de juny de 2014 i va ser l'única persona de la història d'Ucraïna que va ocupar el càrrec. El president en funcions d'Ucraïna no té molts dels poders executius d'un president i només està destinat a servir durant un curt període abans que es puguin celebrar noves eleccions.
Les eleccions de 2014 van tenir lloc el 25 de maig, amb l'empresari Petro Poroixenko guanyant més del 54 per cent dels vots; Iúlia Timoixenko va quedar en segona posició amb al voltant del 13 per cent. Poroixenko va jurar com a president el 7 de juny de 2014. El 18 de juny de 2015, Ianukóvitx va ser privat oficialment del títol de president d'Ucraïna.
Les eleccions de 2019 van tenir lloc el 31 de març, amb una segona volta el 21 d'abril. Com a resultat d'aquestes eleccions, Volodimir Zelenskyy, un antic actor i còmic sense experiència política prèvia, s'ha convertit en el sisè president d'Ucraïna, amb un rècord del 73,22% dels vots populars en la segona volta contra el titular Petro Poroshenko.
Aquesta és la llista dels presidents i caps d'estat d'Ucraïna després de 1917.

## Caps d'Estat de la República Popular d'Ucraïna (1917-1921)
La República Popular d'Ucraïna va ser formada després de la Revolució Russa de 1917, i va durar fins a la Pau de Riga, celebrada en març de 1921, i que va posar fi al conflicte entre la Rússia Soviètica i Polònia. Aquesta és la llista dels caps d'estat del país en aquest període. En aquella època, cap d'ells no va tenir oficialment el títol de "president".
| Nom                   | Imatge                | Inici del govern       | Fi del govern          |
| --------------------- | --------------------- | ---------------------- | ---------------------- |
| Mikhailo Hruixevski   | Mychajło Hruszewski   | 27 de març de 1917     | 29 d'abril de 1918     |
| Pavló Skoropadskyi    | Pavlo Skoropadsky     | 29 d'abril de 1918     | 14 de desembre de 1918 |
| Volodímir Vinnitxenko | Volodímir Vinnitxenko | 14 de desembre de 1918 | 11 de febrer de 1919   |
| Símon Petliura        |                       | 11 de febrer de 1919   | 7 de maig de 1921      |

## Presidents de la República Popular d'Ucraïna en l'exili (1926-1992)
Després de la derrota del moviment nacionalista pro-independència i la incorporació de la Ucraïna a la Unió Soviètica, alguns polítics que van emigrar del país van crear el "govern de la Ucraïna en l'exili", que va existir fins a la caiguda del comunisme en la Unió Soviètica i la nova independència de la Ucraïna. Aquesta és la llista dels 4 presidents de la República Popular de la Ucraïna en l'exili (1926-1992).
| Nom              | Imatge           | Inici del govern      | Fi del govern         |
| ---------------- | ---------------- | --------------------- | --------------------- |
| Andrí Livitski   | Andrí Livitski   | 25 de maig de 1926    | 17 de gener de 1954   |
| Stepan Vitvitski | Stepan Vitvitski | 17 de gener de 1954   | 9 d'octubre de 1965   |
| Mikola Livitski  |                  | 9 d'octubre de 1965   | 8 de desembre de 1989 |
| Mikola Plaviuk   |                  | 8 de desembre de 1989 | 22 d'agost de 1992    |

## Presidents d'Ucraïna (1991-actualitat)
El dia 24 d'agost de 1991 Ucraïna es va declarar independent de la Unió Soviètica. Les primeres eleccions lliures van ser realitzades el dia 1 de desembre del mateix any. El vencedor va ser Leonid Kravtxuk, que va prendre possessió el dia 22 d'agost de l'any següent.
| Nom                                | Imatge              | Inici del govern     | Fi del govern        |
| ---------------------------------- | ------------------- | -------------------- | -------------------- |
| Leonid Kravtxuk                    | Leonid Kravtxuk     | 22 d'agost de 1992   | 19 de juliol de 1994 |
| Leonid Kutxma                      | Leonid Kutxma       | 19 de juliol de 1994 | 23 de gener de 2005  |
| Víktor Iúsxenko                    | Víktor Iúsxenko     | 23 de gener de 2005  | 25 de febrer de 2010 |
| Víktor Ianukòvitx                  | Víktor Ianukòvitx   | 25 de febrer de 2010 | 22 de febrer de 2014 |
| Oleksandr Turtxínov (Interinament) | Oleksandr Turtxínov | 22 de febrer de 2014 | 25 de maig de 2014   |
| Petrò Poroixenko                   | Petrò Poroixenko    | 25 de maig de 2014   | 20 maig de 2019      |
| Volodímir Zelenski                 | Petrò Poroixenko    | 20 de maig de 2019   |                      |